# حوت منقاري لبلينفيل
الحوت المنقاري لبلينفيل (الاسم العلمي: Mesoplodon densirostris) هو نوع من الحيتانيات،  يتبع جنس حيتان مركزية الأسنان.